# 甘肃警察学院
甘肃警察学院，是中华人民共和国的一所全日制公安类普通高等职业学校，主要为甘肃省培养合格的警官、警员。学校本部位于甘肃省兰州市城关区左家湾，另外在兰州市下辖的皋兰县也有校区。

## 校史
文化大革命结束后，1978年，根据中华人民共和国教育部、公安部《关于各公安学校增设中专班培训新干警的联合通知》之精神，甘肃省人民委员会批准于1978年9月8日成立甘肃省公安学校；1980年9月，更名为甘肃省人民警察学校，该校主要为甘肃省各地、市、州培养合格的公安干部、同时为在职公安干部提高素质。
2001年，经甘肃省人民政府批准，学校升格为甘肃警察职业学院，成为甘肃省第一所专科层次的全日制公安普通高等职业学院，隶属于甘肃省公安厅。2004年4月，学院通过了甘肃省教育厅组织的首届毕业生教育质量评估。2010年12月，学院更通过了中华人民共和国教育部组织的人才培养工作评估。在甘肃省人民政府等机构的支持下，该校拟定于“十四五”期间升格为本科层次的甘肃警察学院。2024年升格并改名为甘肃警察学院。